# St. Elisabeth (Ellersleben)

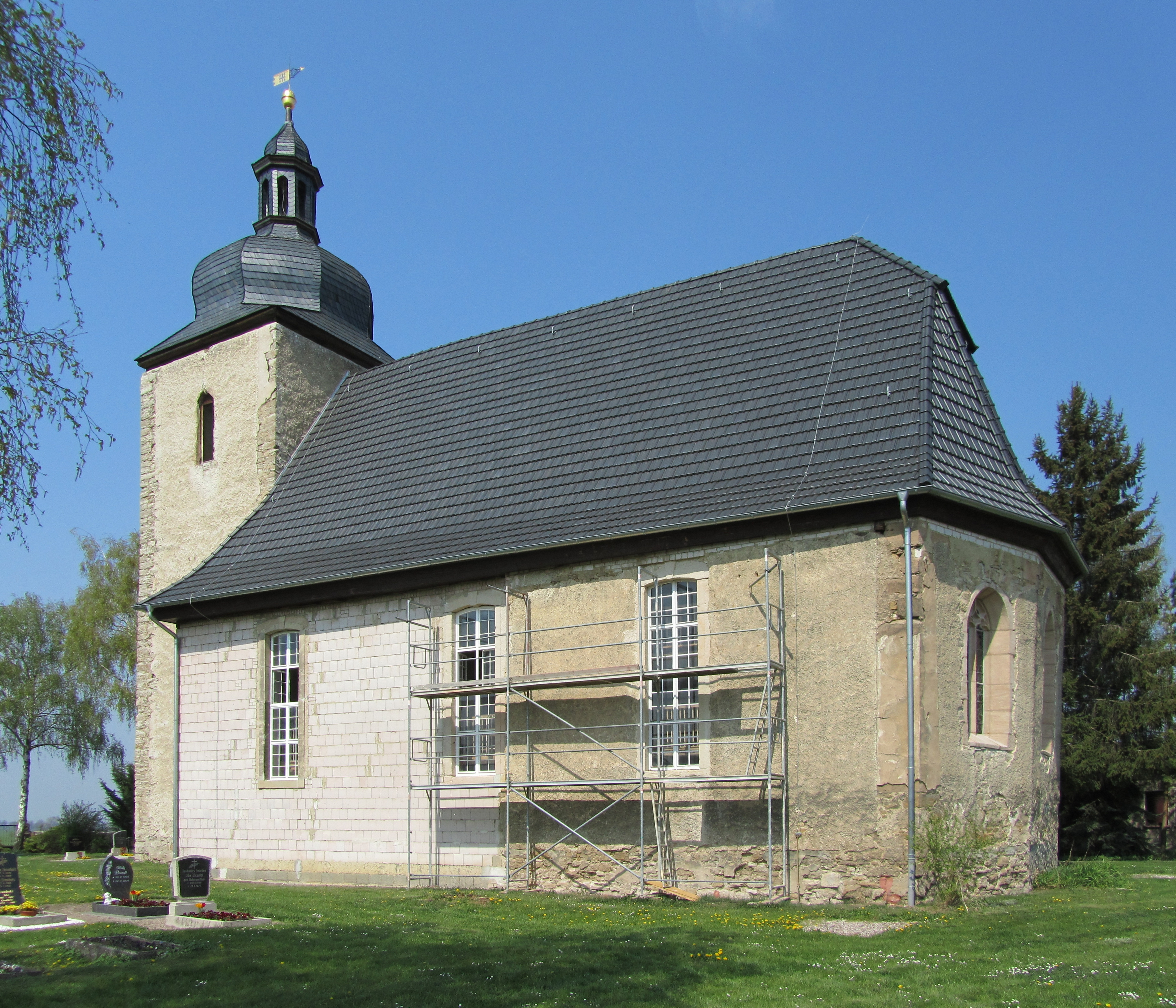
St. Elisabeth

Die evangelisch-lutherische Filialkirche St. Elisabeth steht in Ellersleben, einem Ortsteil der Landgemeinde Buttstädt im Landkreis Sömmerda in Thüringen. Die Kirche erhielt erst zur 800-Jahr-Feier von Ellersleben ihren Namen. Sie steht unter Denkmalschutz. Die Kirchengemeinde Ellersleben gehört zum Pfarrbereich Großrembach im Kirchenkreis Apolda-Buttstädt der Evangelischen Kirche in Mitteldeutschland.

## Beschreibung
Die Saalkirche hat einen sehr flachen polygonalen Abschluss im Osten und einen quadratischen Kirchturm im Westen. Das verputzte Mauerwerk war ursprünglich nur aus Bruchsteinen. Mitte der 1970er Jahre musste die Kirche wegen Baufälligkeit geschlossen werden. 2007 wurden Teile der Südseite durch Kalksandsteine gesichert. Das Kirchenschiff wurde vielleicht schon am Anfang des 16. Jahrhunderts erbaut und nicht erst 1557, wie eine Inschrift am nordöstlichen Fenster des Chors vermuten lässt. Bedeckt ist es mit einem Krüppelwalmdach. Im Polygon sind drei zweibahnige Maßwerkfenster. Die Fenster an den Langseiten wurden im 18. Jahrhundert erneuert. Die Zwiebelhaube des Turms und die auf ihr sitzende Laterne sind jüngeren Datums. Im Innenraum sind dreiseitige Emporen eingebaut, an den Langseiten sind sie zweigeschossig. Über dem Portal im Norden war der ehemalige Zugang zu den Emporen aus dem 16. Jahrhundert. Der Kanzelaltar stammt aus dem 18. Jahrhundert. Am Kanzelzugang befinden sich aus späterer Zeit vier Bretter mit Darstellungen der Evangelisten.
Lottomittel und weitere Spenden ermöglichten den Einbau einer elektrischen Läutanlage.
Die Orgel mit 21 Registern, verteilt auf 2 Manuale und Pedal, wurde um 1800 von einem unbekannten Orgelbauer errichtet. Der Orgelprospekt stammt aus dem späten 18. Jahrhundert.